# Kabinett Floquet

Charles Floquet

Das Kabinett Floquet war eine Regierung der Dritten Französischen Republik. Es wurde am 4. April 1888 von Premierminister (Président du Conseil) Charles Thomas Floquet gebildet und löste das Kabinett Tirard I ab. Es blieb bis zum 15. Februar 1889 im Amt und wurde daraufhin vom Kabinett Tirard II abgelöst.
Im Kabinett waren neben unabhängigen Republikanern Vertreter der Union des gauches – diese wiederum aufgespalten in Républicains progressistes (RP) und Union républicaine (UR) –, der Gauche républicaine (GReps) und der Gauche radicale (GR) vertreten.

## Kabinett
Dem Kabinett gehörten folgende Minister an:
- Premierminister: Charles Thomas Floquet (GR)
- Innenminister: Charles Thomas Floquet
- Außenminister: René Goblet (RP)
- Kolonial- und Marineminister: Jules François Émile Krantz
- Kriegsminister: Charles de Freycinet (GReps)
- Minister für öffentlichen Unterricht und schöne Künste: Édouard Lockroy (GR)
- Justiz und Religion: Joannis Ferrouillat (UR)
  - ab 7. Februar 1889: Edmond Guyot-Dessaigne (UR)
- Landwirtschaftsminister: Jules Viette (RP)
- Finanzen, Post und Telegraph: Paul Peytral (GR)
- Minister für öffentliche Arbeiten und Sozialversicherung: Pierre Deluns-Montaud (GR)
- Minister für Handel und Industrie: Pierre Legrand (GReps)

### Unterstaatssekretäre
Dem Kabinett gehörten folgende Sous-secrétaires d’État an:
- Kolonialministerium (ab 5. April 1888): Amédée de La Porte[1] (GR)
- Innenministerium (ab 19. Mai 1888): Léon Bourgeois (GR)

## Historische Einordnung

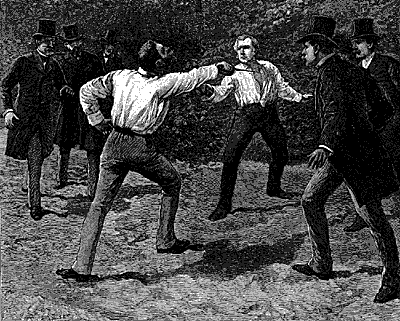
Duell Floquet Boulanger

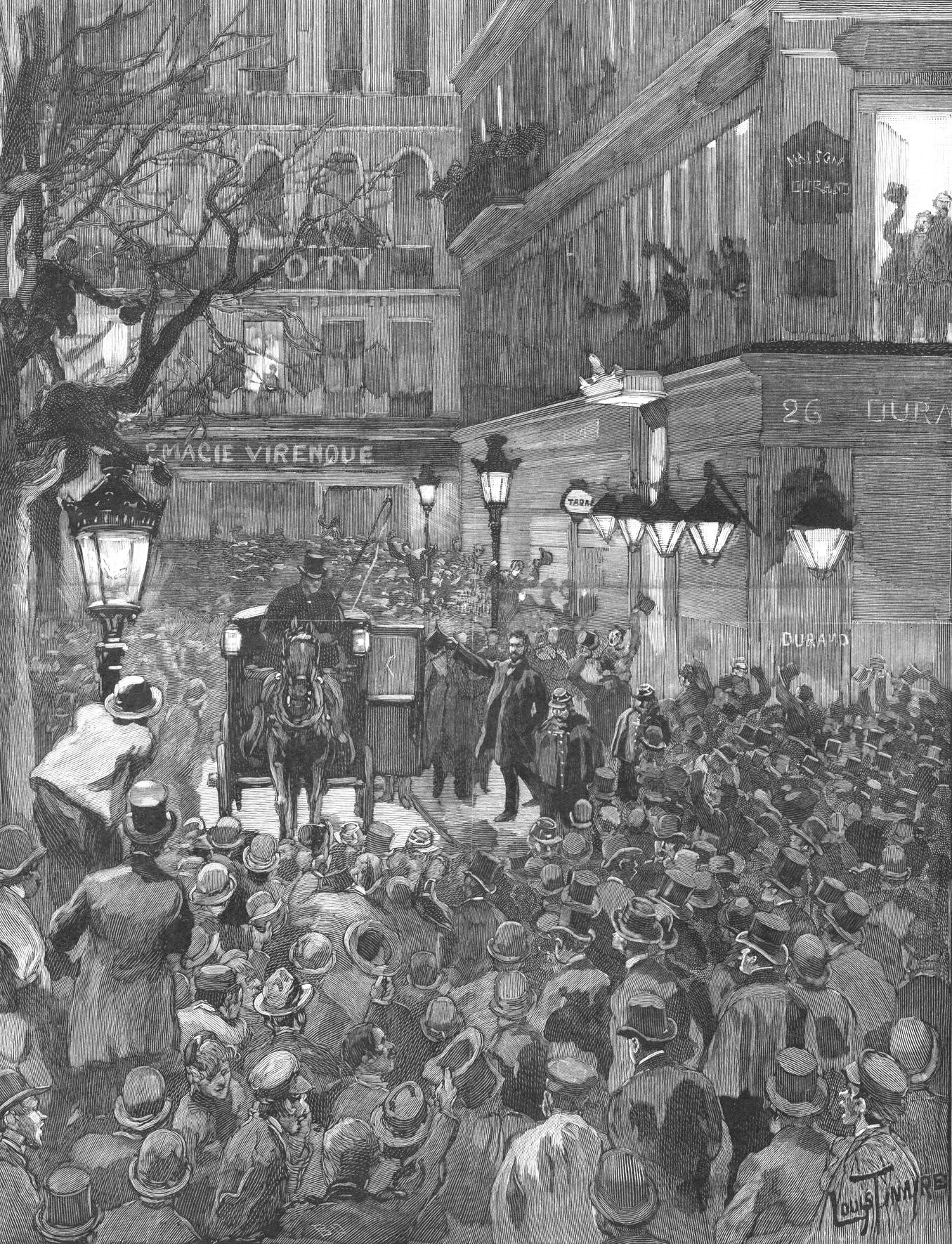
Boulanger verlässt am Abend des Wahlsiegs das Restaurant Durand (Monde illustré, 2. Februar 1889)

Charles Floquet legte einen Entwurf zu einer weitgehenden Verfassungsänderung vor. Diese Änderung hätte die Macht des Senats auf Kontrollrechte beschränkt. Die Wahlen zu den Kammern wären zeitlich aufgeteilt worden; alle zwei Jahre war eine Wahl eines Drittels der Abgeordnetenkammer vorgesehen. Eine feste Regierungszeit von zwei Jahren sollte eingeführt werden. Der Entwurf wurde im Februar von der Abgeordnetenkammer auf unbestimmte Zeit vertagt.
Nachdem Georges Boulanger bei einer Nachwahl in die Abgeordnetenkammer gewählt worden war, kam es nach einem Wortgefecht zwischen Floquet und Boulanger zu einem Duell, bei dem Floquet Boulanger am Hals verletzte. Sein Abgeordnetenmandat legte Boulanger am 12. Juli 1888 nieder. Sein Versuch, ein neues Mandat im Département Ardèche zu erringen, scheiterte. Am 19. August siegte er allerdings in drei Nachwahlen in den Départements Charente inférieure, Somme und Nord. Die Boulanger-Krise erlebte einen Höhepunkt, als Boulanger bei einer Nachwahl in Paris am 27. Januar deutlich siegte (245.000 Stimmen gegenüber 162.000 für den zweitplatzierten Kandidaten). Als ihn seine Anhänger aufforderten, an ihrer Spitze zum Élysée-Palast zu marschieren und die Macht zu übernehmen, lehnt er ab – er verbrachte den Abend lieber mit Madame de Bonnemains, seiner Geliebten.
Per Dekret führte die Regierung am 2. Oktober 1888 die Verpflichtung ein, dass sich alle Ausländer, die sich in Frankreich niederzulassen wollen, innerhalb von 15 Tagen nach ihrer Ankunft im Land beim nächstgelegenen Rathaus anzumelden haben.
Am 10. Januar 1889 errichtete Frankreich sein Protektorat über die Elfenbeinküste.
Nach der Weigerung der Kammern, der Panamakanalgesellschaft eine Verlängerung der Kredite zu gewähren, wurde diese ab dem 4. Februar 1889 aufgelöst und liquidiert. Mehr als 85.000 Zeichner, überwiegend französische Kleinsparer, verlieren ihre Einzahlungen und sind ruiniert. Viele von ihnen begehen Selbstmord. Der Panama-Skandal, der bis 1893 die französische Politik beschäftigte, begann.